# Войтешин
Войтешин (бел. Вайцяшын) — деревня в Берёзовском районе Брестской области Белоруссии. Входит в состав Песковского сельсовета.

## География
Деревня находится в центральной части Брестской области, к западу от озера Чёрного, при автодороге Р-136, на расстоянии приблизительно 11 километров (по прямой) к востоко-юго-востоку от города Берёза, административного центра района. Абсолютная высота — 150 метров над уровнем моря. Площадь населённого пункта — 0,7592 км².

## История
По состоянию на 1905 год, в Войтешине проживало 414 человек. В административном отношении деревня входила в состав Песковской волости Слонимского уезда Гродненской губернии.
Согласно Рижскому мирному договору (1921), деревня вошла в состав межвоенной Польши. Входила в состав гмины Пески Косовского повета Полесского воеводства Польши. В 1921 году числилось 430 жителей, проживавших в 79 домах. В этническом составе населения того периода белорусы составляли 100 %. В конфессиональном составе населения преобладали православные христиане (100 %).
С 1939 года в БССР, с 1940 года деревня в составе Песковского сельсовета.

## Население
По данным переписи 2019 года, в деревне проживало 164 человека.
| Год  | Население, человек |
| ---- | ------------------ |
| 1905 | 414                |
| 1921 | ↗ 430              |
| 2009 | ↘ 239              |
| 2019 | ↘ 164              |